# タマ&フレンズ 探せ!魔法のプニプニストーン
『タマ&フレンズ 探せ!魔法のプニプニストーン』（タマアンドフレンズ さがせ!まほうのプニプニストーン）は、アニメ番組である。基本設定はグループ・タックが制作し、実質的制作は韓国の同友アニメーションである。

## 概要
ソニー・クリエイティブプロダクツのファンシー文具の人気キャラクター『タマ&フレンズ』からの派生作品。一部キャラクターデザインを除いて、設定やストーリーなどの諸要素は完全に本作オリジナル。制作の全般を韓国のアニメ会社に任せている所が特徴である。
また、松田聖子がゲスト声優として自ら名前をつけたキャラクター（後述）で出演している。
同じ『タマ&フレンズ』からの派生作品である『3丁目のタマ うちのタマ知りませんか?』との違いは、『3丁目のタマ-』は町内を舞台にした穏やかな物語であったが、本作は地球外の動物だけが暮らす惑星を舞台にした冒険物となっている。全26話。
2006年5月6日よりアニマックスで放送された。このほか、以下のとおり地上波放送局（テレビユー山形以外は独立局）でも放送されている。
- テレビユー山形（2007年1月時点で金曜 16:24から放送されていた[1]）
- サンテレビ（2007年6月7日より7月23日まで、月曜から木曜の7:30から放送された）
- TOKYO MX（2008年1月21日より2月29日まで、月曜から金曜の8:30枠にて放送された）
- チバテレ（2015年5月18日より、月曜から金曜の17:00枠にて放送された）

2010年4月7日に、ストーリー全26話と特典映像が収録されたパーフェクトDVDがポニーキャニオンより発売された。特典映像には、予告編やリビリビ博士の発明品のほか、タマ&フレンズ3丁目物語より、「タマが生まれた時の話」、「タマとポチの大冒険」の2話が収録されている。

## ストーリー
世界中にある魔法の玉「プニプニストーン（通称：プニダマ）」を集め、4つの月が肉球形に近付くと偉大な力を得られるという世界。3匹の猫は、猫の王国より王の密かな命を受け、旅立つ事になる。一行は、8つのプニダマを得るべく長い長い旅に出発する。

## 登場キャラクター
タマ・ハット・シマ以外は、エンディングでは声優のみが表記される（ポチ・ポロンも一部の回でキャラクター名が併記された）。
タマ
声 - 小林由美子
主人公。ニャーヨロ島の国王から命を受け、ハット・シマとともにプニダマを探す旅をしている、白いオスネコ。14歳。一人称は「オレっち」で、話し方も若者風である。魔法学校では成績が悪く、食欲優先の怠け者であるが根は涙もろい人情派である。知覚能力に優れており探し物のある方向を察知することが出来る魔法を持つ。呪文を唱える時は「ソウネ、ダイタイネ〜」と、サザンオールスターズの「勝手にシンドバッド」の歌詞のパロディが含まれている。また、冒険の後半になると読心術を習得するが、自分より単純な者にしか効果がない。母親（声：坂本千夏）がいる。プニダマ探しばかりを気にしているハットとは相性が悪く、いつもケンカばかりしている。
ハット
声 - 斎藤千和
タマ・シマとともに旅をしている、黄色のメスネコ。13歳。一人称は「あたし」。常に赤い帽子をかぶっている。タマのツッコミ役。呪文を唱えるとこの帽子でニャーリンと連絡をとることができる。連絡の相手であるニャーリンは自らの父親であり、幼少時代から厳しく育てられてきた。そのため、3匹の中では最もプニダマ集めに精力的である。帽子を脱ぐことはあまり好まず、ファッションにも疎かったが、第10話でポロンにいろんな帽子をかぶせられたことで、少しは意識し始めたものと思われる。また、あまり社交的でもないが、同様の理由でポロンとは仲が良い。杖を使って、火を操る魔法を使ったり、使い魔のコウモリを呼び出すことができる。マイペースなタマやシマに嫌気がさして、一時的にスリーバットガールズの手下になったことがあり、そのときにはサングラスをかけていた。父ニャーリンに叱られたのがきっかけで、「かわいい」と言われることにトラウマを持っている。
シマ
声 - 宮田幸季
タマ・ハットとともに旅をしている、青色のオスネコ。15歳。一人称は「おいら」。タマ・ハットからは「シマさん」と呼ばれている。計画性がなく普段はのんびりとしているが、いざと言う時は頼りになる兄貴的存在。緑色のふろしきをいつも持ち歩いており、攻撃したり空を飛ぶことができる（ただし、後者はふろしきが水で濡れたり風が止んでいると使えない）。実は王子様であり（最終回に判明）、王様と連絡を取ることができる。
ポチ
声 - 岸尾大輔
第１話後半から登場している、白いオスイヌ。21歳。ポロンとは学生時代からの幼なじみで、彼女のことが好き。そのため、たまに妄想の世界に入り込むこともある。自営業の探し物屋を営んでいる。本当にポロンのことが大好きなので、ハットが「ポロンはモテる」と言ったときには、車の運転中であることを忘れてしまうほどだった。また、ポロンやガルとは学生時代の同級生である。
ポロン
声 - 新谷良子
第2話から登場。クリーム色のメスイヌ。21歳。ポチとは学生時代からの幼なじみで、「ポーくん」と呼んでいる。緑色のプニダマを首から下げていてタマたちから狙われているが、彼らとは友好的に接しているため、思いとどまられている。
ニャーリン
声 - 相沢正輝
ハットの父親。ベージュ色のオスネコ。タマたちが通っていた魔法学校の校長でもあり、タマたちからは「校長さま」と呼ばれている。全身に黒色(最終回でサニータウンへわたった後は赤色)の布をまとっていて、外見からは目の色しか分からない。最終回（第26話）で裁判にかけられて拘禁されたが、キングの計らいでサニータウンへわたった。また、そのときには布をぬいだ姿が初めて公開された。ニャーリンがイヌデナシを召喚するために使った秘密部屋の扉は、愛娘ハットの幼少期のアルバムを本棚に入れる事によって開く仕掛けになっていた。
スニャーリン
ニャーリンの祖先。プニダマを全て揃え、世界を我がものとしていた。目の色を除き、風貌はニャーリンとまったく同じ。
スリーバットガールズ
声 - 小島幸子・高口幸子・山下亜矢香
第16話でニャーリンが送った、タマたちに続くプニダマ探しの3匹組。3匹ともピンク色のメスネコで、青いサングラスをかけている。身体的・運動面の能力双方に長けていて、行動力がある。タマたちと敵対している。最終話では自分の娘ハットをひいきしたニャーリンに腹を立て、手下であることを辞め、その後は魔法学校で1年生からやり直すことになった。タマにはスリッパガールズと呼ばれる事もあった。
クマ
声 - 武虎
ネズミ。ポチの探し物屋で働いている、唯一の社員である。いつもぐうたらしていたり、よくプニダマ探しでいなくなるタマたちを厳しい目で見ている。奥さんとたくさんの子供がいる。ポチのもとで働く前は泥棒をしており、第22話ではプニ玉を守るため、再び泥棒に手を染めた。
リビリビ博士
声 - 杉山紀彰
第3話から登場。カエルの博士。35歳。村はずれの丘の上にある、大きな天体望遠鏡が特徴的な、カエル形の研究所に住んでいる。タマたちに、プニダマ探しのためのさまざまなメカを提供している（ただし、カエルに使いやすいようになっていたりするなど、少しクセのあるものばかりである）。
マカセナ星人
リビリビ博士に飼われている、3匹の宇宙人。リビリビ博士の翻訳機によると、宇宙の彼方プニプニ星雲から来たらしい。言葉を理解でき、超能力で物を浮かせたりクッキーを焼いたりできる。
ブル
声 - 中國卓郎
ポチの友人。喫茶店ブルズカフェの店長。52歳。かなりの大食いで、第16話で開かれた大食いコンテストにも出場した（結果は、タマに次いで2位）。
ビリー
声 - 鈴木貴征
ブルズカフェのウェイター。ポロンにプレゼントを贈ったり、ハットを口説いたりする軟派な男。
ガル
声 - 吉野裕行
ポチの友人。サニータウン警察の1人。21歳。サングラスのため一見怖そうだが、素顔はかなり優しい(第13話)。
タスマン
声 - 廣田行生
薬局を営むカモノハシ。病気の妻のために薬の研究をしている。
テリーヌ・スシヤマ
声 - 岩田光央
タマとシマの愛読しているマンガ「超人ベロリン」の作者。話の続きが思いつかず、ベロリンの敵であるイエティの格好をして突然雪山に籠ってしまい、出版社の人を困らせた。
キング
声 - 長嶝高士
ニャーロン王国の国王。ニャーリンの心配をよそに、タマたちにプニダマ探しを託した。側近として、2匹のネズミネコ（後述）がいる。
エミー王妃
声 - 細野雅世
白いメスネコ。常にキングのそばにいる。
ネズミネコ
ニャーロン王国の城内に無数にいる、緑色のネズミっぽいネコ。いつも灰色の布をまとっている。しゃべらない。
イヌデナシ
プニダマを8つ全て集めると出現する。ニャーリンが世界征服に利用しようと企んだが、最終的にはタマたちがマカセナ星人を故郷に帰すのに利用した。
ベニクラゲ
声 - 皆川純子
第19話に登場。その名の通り、クラゲの一種である。海賊船の中で、タマたちにプニダマについて（とても長い前ふり付きで）事細かに説明した。
PawPaw（パウパウ）
声 - 松田聖子
最終回（第26話）に登場した、白いメスネコ。ポロンの友人。前述の通り、松田聖子が自ら名前を設定した。当初、声優が松田聖子であることは公表されておらず、2006年6月3日に改めて公表された。スタッフロールでは「パウパウ」としか表記されず、声優名の部分が空いていた。

## スタッフ
- 企画 - 古川愛一郎、飴井保雄、Jung-Yop Kang
- 原案 - 久岡健弥
- 監督 - Jong Sik Nam
- 構成・設定・監修 - 増井壮一
- シリーズ構成 - こぐれ京
- 演出 - Paeng Yu Won
- キャラクターデザイン - 大橋幸子
- デザインワークス - 馬場芳子
- 美術監督 - 森尾麻紀
- 色彩設定 - 斉藤裕子
- プリプロダクション - グループ・タック、桜井宏、大西力
- 設定制作 - 奈良井久美子
- 総作画監督・作画監督 - Lee Sang Hee
- 撮影監督 - Kim Moon Ki
- コンポジット・ビデオフォーマット編集 - Alex Bang
- 編集 - Yoon Chul Hee
- 音響監督 - 早瀬博雪
- 音楽 - 小倉良
- 音楽プロデューサー - Shin Min-Chul
- 音楽制作 - GGsound
- 音楽制作協力 - DPS
- プロデューサー - 近藤紳一、斎藤正明、Joon-ll Oh
- アニメーション制作 - Dongwoo Animation Co.,Ltd.（韓国）
- 制作 - ソニー・クリエイティブプロダクツ、クレイ、K&J Licensing Co.,Ltd.

## 主題歌
発売元：ソニーレコード
オープニングテーマ
「WE ARE.」
作詞・作曲 - 上原純（神田沙也加） / 編曲 - Upa Upa / 歌 - Paw Paw（松田聖子）
エンディングテーマ
「君との未来図」
作詞 - 松田聖子 / 作曲・編曲 - 小倉良 / 歌 - Paw Paw

## 放映リスト
| 話数 | サブタイトル                        | 脚本       | 絵コンテ            | 放映日        |
| ---- | ----------------------------------- | ---------- | ------------------- | ------------- |
| 1    | 魔法ネコ 世界征服                   | こぐれ京   | 増井壮一            | 2006年 5月6日 |
| 2    | ポロンちゃんのプニダマを奪え!       | こぐれ京   | 増井壮一            | 5月13日       |
| 3    | 超絶発明家 リビリビ博士             | 名田ユタカ | おおそ独犬          | 5月20日       |
| 4    | 偽プニ地獄 本物はどれだ!            | こぐれ京   | 誌村宏明            | 5月27日       |
| 5    | 伝説のイモキングを探せ              | 名田ユタカ | 錦織博 増井壮一     | 6月3日        |
| 6    | 娘は辛いよ 泣くなハットちゃん       | こぐれ京   | 増井壮一            | 6月10日       |
| 7    | 生き残れ! 三匹魔法漂流記            | こぐれ京   | おおそ独犬          | 6月17日       |
| 8    | ムフロン族のプニダマ伝説（前編）    | 名田ユタカ | 誌村宏明            | 6月24日       |
| 9    | ムフロン族のプニダマ伝説（後編）    | 名田ユタカ | 鴫野彰              | 7月1日        |
| 10   | 大接近! ポロンのお店をスパイせよ    | こぐれ京   | 増井壮一            | 7月8日        |
| 11   | 登れ雪山! 超人ベロリンの謎          | こぐれ京   | 小華和ためお        | 7月15日       |
| 12   | 降りろ雪山! ポチの大ピンチ          | こぐれ京   | 鴫野彰              | 7月22日       |
| 13   | サニータウン・ブルース              | 名田ユタカ | 増井壮一            | 7月29日       |
| 14   | 路地裏のたからもの                  | 高松かよ   | 島崎奈々子          | 8月5日        |
| 15   | 大泥棒マカセナ星人!?                | こぐれ京   | 鴫野彰              | 8月12日       |
| 16   | 決定! 大食いチャンピオン            | 高松かよ   | 小華和ためお        | 8月26日       |
| 17   | グルグル砂漠の陰謀                  | 名田ユタカ | おおそ独犬          | 9月2日        |
| 18   | 潜る、潜るよ潜水艦!                 | こぐれ京   | 辻伸一              | 9月9日        |
| 19   | 見ちゃった! プニダマの真実          | こぐれ京   | 増井壮一            | 9月16日       |
| 20   | スリーバットガールズ参上!           | 高松かよ   | 鴫野彰              | 9月23日       |
| 21   | 喰らえ、ヒトデカッター!             | 高松かよ   | 誌村宏明            | 9月30日       |
| 22   | 行かないで! クマさん涙の旅立ち      | 名田ユタカ | 井之川慎太郎        | 10月7日       |
| 23   | そろったプニダマ、さよならポチさん! | こぐれ京   | おおそ独犬          | 10月14日      |
| 24   | やっぱりダメじゃん! 囚われの三匹    | 高松かよ   | 鴫野彰              | 10月21日      |
| 25   | タマvsポチ!? 決闘ニャーヨロ島       | 名田ユタカ | 島崎奈々子 誌村宏明 | 10月28日      |
| 26   | 魔法ネコ、ダイタイネー              | こぐれ京   | 増井壮一            | 11月4日       |

## グッズ
ソニー・クリエイティブプロダクツから、キャラクターグッズが発売された（オリジナルの『タマ&フレンズ』とは別扱い）。